# Simulium herreri
Simulium herreri es una especie de insecto del género Simulium, familia Simuliidae, orden Diptera.
Fue descrita científicamente por Wygodzinsky & Coscaron, 1967.